# Barbour megye (Alabama)
Barbour megye az Amerikai Egyesült Államokban, azon belül Alabama államban található. Megyeszékhelye Clayton, legnagyobb városa Eufaula. Lakosainak száma 25 223 fő (2020. április 1.). Barbour megye Russell, Quitman, Stewart, Clay, Henry, Dale, Pike és Bullock megyékkel határos.. Az Alabama délkeleti részén, fekvő Barbour megye hat volt alabamai kormányzó otthona volt. A megyében a tizenkilencedik század végén és a huszadik század elején jelentős szerepet játszott a mezőgazdaság és az erdőgazdálkodás. Az Eufaula National Wildlife Refuge az egyik legnagyobb megőrzött természeti terület az államban. A megyét egy héttagú választott bizottság irányítja. Nevét James Barbourról kapta aki Virginia állam kormányzója volt.

## Története
Barbour megyét 1832. december 18-án alapították a Creek-i indiánoktól az 1814-es Fort Jackson-i szerződésben megszerzett földterületekből, valamint Pike megye egy részének felhasználásával. James Barbour (1775–1842), Virginia jeles államférfijáról nevezték el. Kezdetben a  telepesek Virginiából, Karolinából és Georgiából érkeztek. A környék első városai Williamstown (már nem létező), Eufaula (1837 és 1843 között Irwinton néven ismert), Louisville és Clayton voltak.
Az új megye székhelyéül, Pike megye korábbi székhelyét, Louisville-t választották, 1833-ban. Pike megyének így új megyeszékhelyet kelett keresnie,  Monticellora esett a választás. 1834 márciusában azonban egy bizottság Claytont választotta új megyeszékhelynek jobb elhelyezkedése miatt. Egy gerendaépület szolgált a megye első bíróságaként 1854-ig, amikor  is egy téglaépületre cserélték, amelyet átalakítottak és kibővítettek 1924-ben. Az 1870-es évekre Eufaula megelőzte Claytont, mint Barbour megye legnépesebb és legfontosabb városa. Azon kezdtek el vitázni, hogy hol legyen a megyeszékhely. Végül 1879. február 12-én jóváhagytak egy törvényt, amely kimondta, hogy Eufaulában és Claytonban is létre kell hozni egy egy  bíróságot. Az 1960-as években modern bírósági épület váltotta fel Claytonban a tizenkilencedik századi épületet. Ma Eufaula és Clayton bíróságai továbbra is működnek így a megye azon kevesek közé tartozik Alabamában ahol két bíróság is üzemel egy megyében.

## Népesség
A 2020-as népszámlálási becslések szerint Barbour megye lakossága 25 223 fő volt a következő eloszlás szerint.
| Rassz            | lélekszám | százalék | rangsor az állam 67 megyéje közül |
| ---------------- | --------- | -------- | --------------------------------- |
| Teljes           | 25223 fő  | 0,5      | 40                                |
| Afroamerikai     | 11850 fő  | 47,0     | 12                                |
| Fehér            | 11086 fő  | 44,0     | 56                                |
| Spanyol          | 1510 fő   | 6,0      | 12                                |
| Több rasszú      | 553 fő    | 2,2      | 55                                |
| Őslakos és egyéb | 121 fő    | 0,5      | 48                                |
| Ázsiai           | 103 fő    | 0,4      | 35                                |

A megye legnagyobb városa Eufaula, amelynek becsült lakossága 11 878.
 Clayton megyeszékhelynek 2853 lakosa volt.
 További jelentős települések a megyében Blue Springs és Clio.
A háztartások medián jövedelme 34 940 dollár volt, szemben az állam többi részének 52 035 dollárjával, az egy főre jutó jövedelem pedig 22 480 dollár volt, szemben az állam 28 934 dollárjával.
A megye népességének változása:
| Lakosok száma | 29 038 | 27 341 | 27 301 | 27 232 | 27 076 | 26 489 | 25 223 |
|               | 2000   | 2010   | 2011   | 2012   | 2013   | 2015   | 2020   |

## Földrajz
A 2292 négyzetkilométer területű Barbour megye az állam délkeleti részén fekszik, a Keleti-öböl-parti síkságon. Az állam két fő folyója halad át a megyén: a Chattahoochee folyó a keleti határon és a Choctawhatchee folyó a délnyugati határon. A Choctawhatchee lenyűgöző vízi biológiai sokféleséggel büszkélkedhet. Számos mellékfolyó, köztük a Pea folyó, festői kilátást és kikapcsolódási lehetőséget kínál. A US 82-es és a US 431-es autópálya a megye két fő közlekedési útvonala. A  US 431-es autópálya észak-déli irányban halad a megye keleti részén, míg a US 82-es számú főút kelet-nyugati irányban halad át a megye északi részén. A Claytonban található Clayton Municipal Repülőtér és az Eufaulában található Weedon Field repülőtér Barbour megye két nyilvános repülőtere.

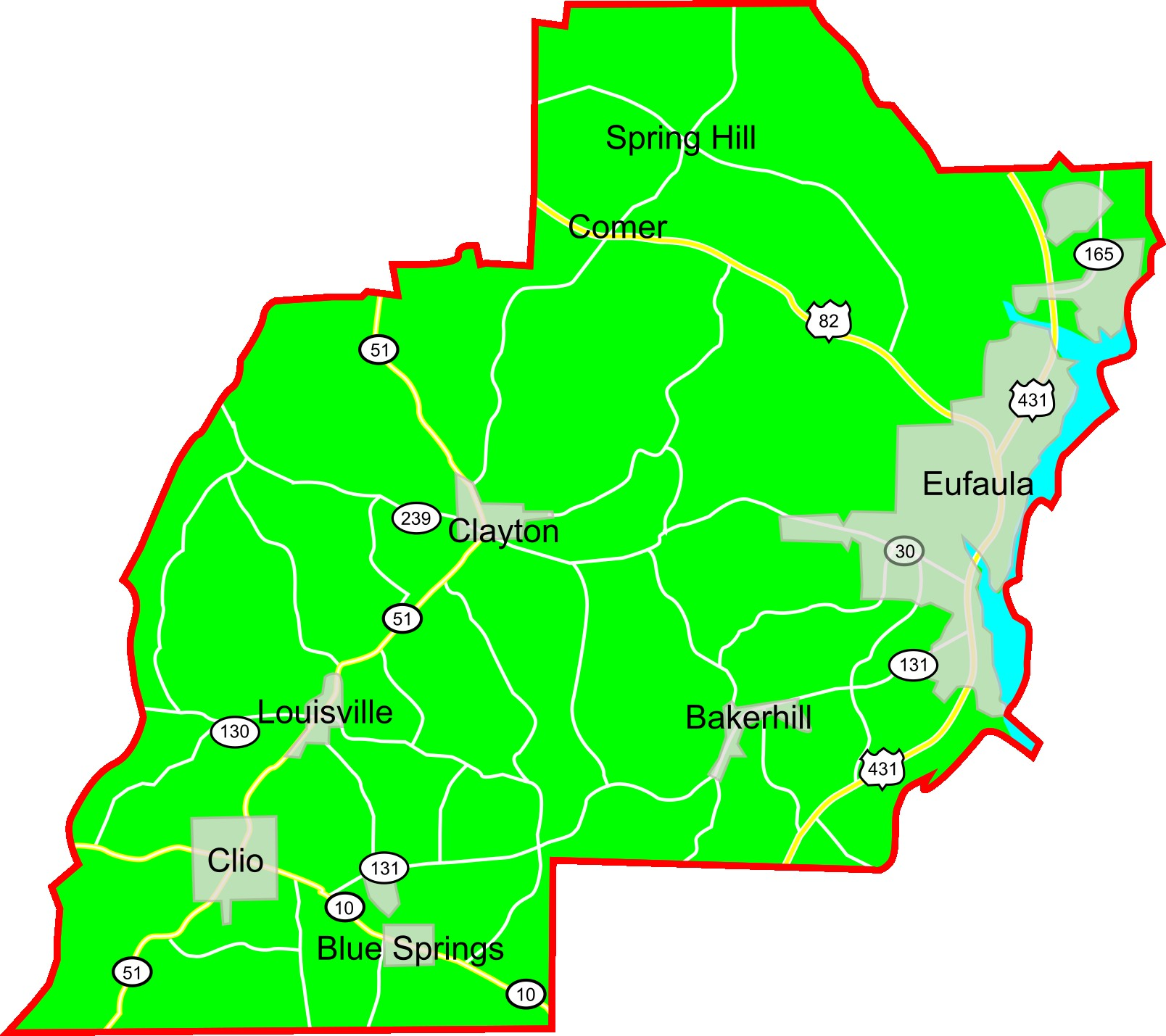
Barbour megye (Alabama) térképe

## Gazdaság
A huszadik század közepéig Barbour megyében a mezőgazdaság volt az uralkodó ágazat, és Eufaulában számos üzlet, például gin és raktárak jöttek létre. A gyapottermesztés egészen a tizenkilencedik század végéig a mezőgazdaság fő ágazata volt, ekkor a gazdálkodók kukoricát, pekándiót és földimogyorót kezdtek el termeszteni. A környék jó adottságai miatt sokan szarvasmarhát is tenyésztettek. A gazdaság elsősorban a mezőgazdaságra épült egészen az 1960-as évekig, amikor is Barbour megye jelentős kiterjedésű erdős területei kedvező feltételeket biztosítottak a faipar számára.

## Oktatás
Barbour megyében összesen 11 általános és középiskola található. Az egyik első, Alabamában alapított kétéves főiskola, a George C. Wallace Community College Sparks kampusza Eufaulában található. A főiskola országszerte elismert a kapcsolódó egészségügyi és ápolási programjairól, amelyel vezet Alabamában az egészségügyi és ápolói diplomások számát tekintve. Az Eufaula's Alabama Technology Network, amely az Alabama Community College System és a Manufacturing Extension Partnership része, munkaerő-fejlesztéssel, szoftverképzéssel, technikai segítségnyújtással a helyi ipar számára nyújt segítséget.

## Szórakozás, Kikapcsolódás
Barbour megyében számos lehetőség kínálkozik a szabadidős tevékenységekre. Az Eufaula National Wildlife Refuge, amely 11 184 hektáron terül el a Chattahoochee folyó keleti és nyugati partján, vizes élőhelyeket, mezőgazdasági területeket, erdőket és füves területeket foglal magában. Kiváló lehetőséget biztosít a látogatóknak a vadászathoz, horgászathoz, táborozáshoz, túrázáshoz. Az 1220 hektáros Lakepoint Resort State Park, amely hét mérföldre északra található Eufaulától golfozást, csónakázást, horgászatot és úszási lehetőséget kínál. A Clio közelében található Blue Springs State Park egyedülálló úszómedencének ad otthont, amelyet egy földalatti forrásból származó kristálytiszta víz táplál. Egész évben 14 fokos hűvös marad. Minden májusban Clio ad otthont az éves Chitlin’ Jamboree-nak, amelyen főzőverseny és felvonulás is szerepel.

Az eufaulai Seth Lore és Irwinton történelmi negyed több mint 700 épület található amelyek szerepelnek a Nemzeti Történelmi Helyek Nyilvántartásában, és jelenleg a legnagyobb Kelet-Alabamában és a második legnagyobb az államban. A megye egyik legegyedibb turisztikai látványossága a Governor's Park, amely az Eufaula-tóra néz. A park hat kiváló Barbour megyei lakos elött rója le tiszteletét, akik Alabama kormányzójaként szolgáltak: John Gill Shorter, William D. Jelks, Braxton Bragg Comer, Chauncey Sparks, George C. Wallaceés Lurleen B. Wallace.
 Eufaula ad otthont a Fendall Hallnak is, egy 1860-ban épült olasz stílusú kastélynak, amelyet E. B. Young épített, aki megépítette az első magas hidat a Chattahoochee folyón. Az otthon ma múzeumként szolgálja a közösséget, a látogatók pedig bejárhatják a korabeli bútorokkal és viktoriánus falfestményekkel díszített szobákat.

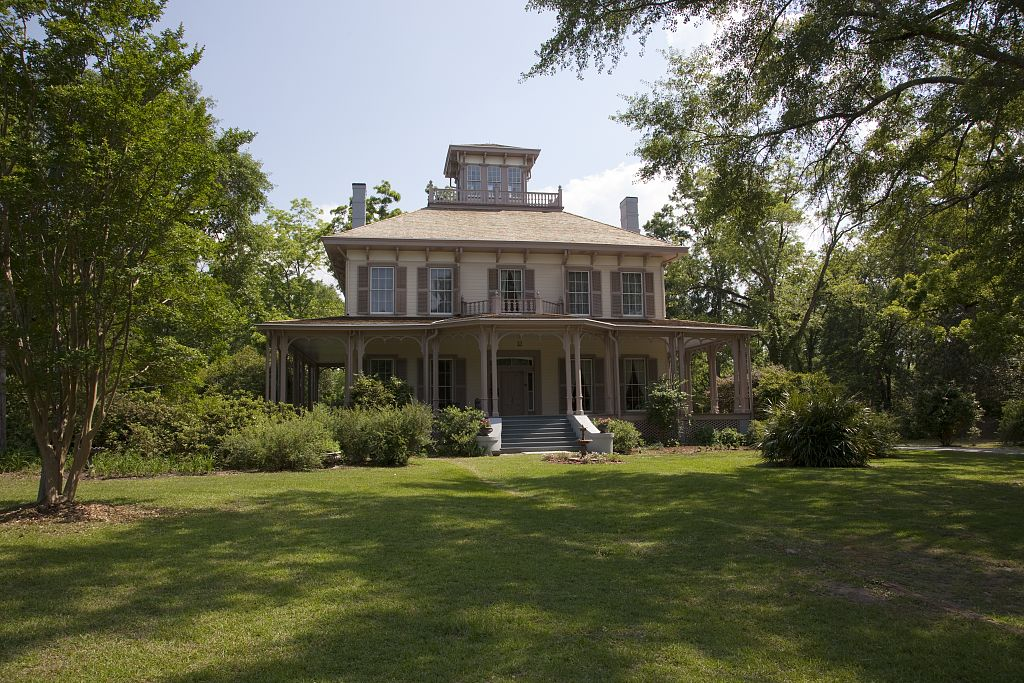
Fendall Hall

Barbour megye további látnivalói közé tartozik a Fairview temető, amely magában foglal egy régi zsidó temetőt, az európai telepesek és a konföderációs katonák sírjait, valamint a rabszolgák temetőit. A Barbour és Bullock megye határán található Robert G. Wehle Természetvédelmi Központ oktatási és gyakorlati természetvédelmi programokat kínál. Eli Sims Shorter gyapotkereskedő (John Gill Shorter unokaöccse) által 1906-ban elkészült Shorter Mansion ma múzeumként működik azon Barbour megye-i lakosok tiszteletére, akik Alabama kormányzói lettek, és az Eufaula Heritage Association központja.

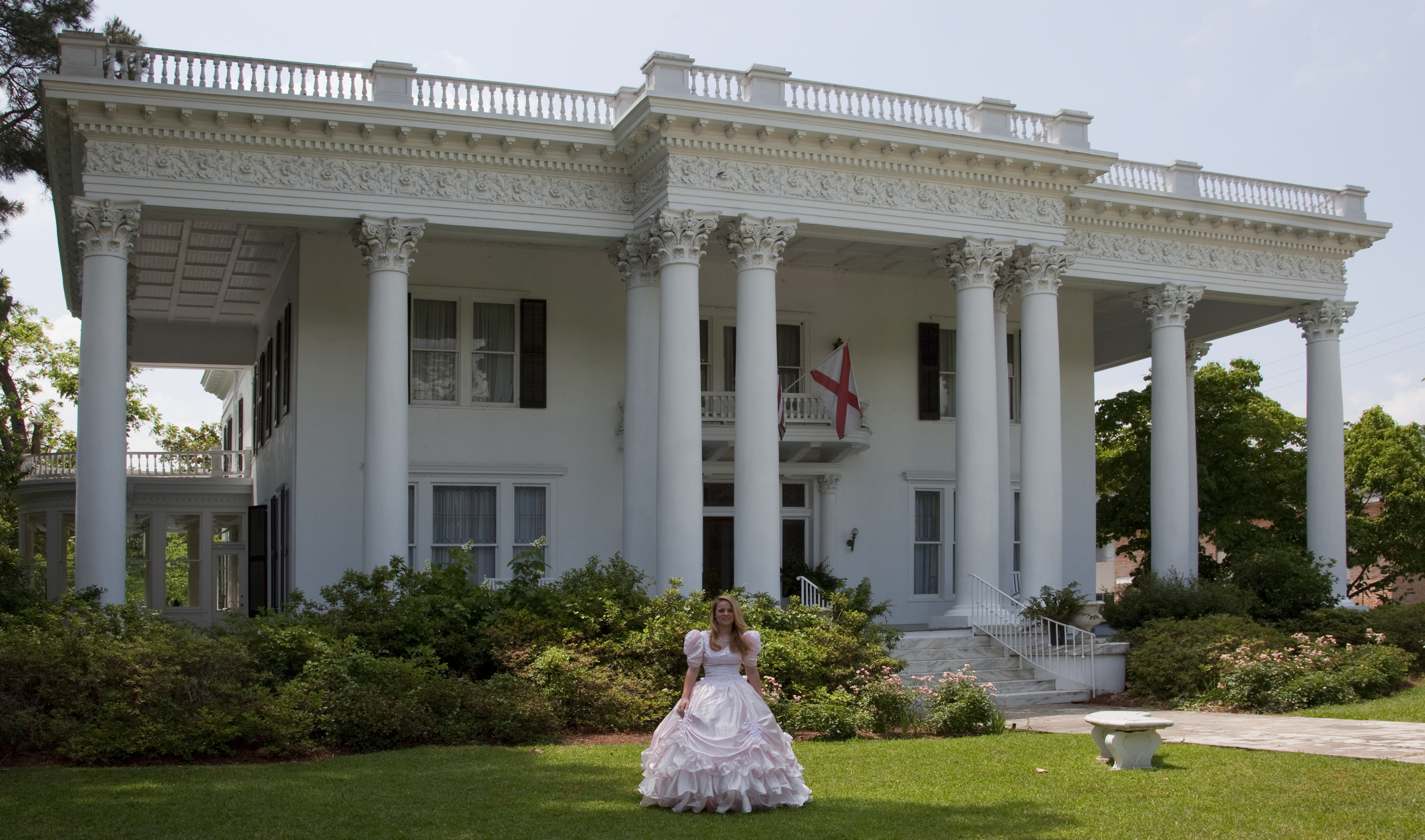
Shorter Mansion

Az 1850 körül épült történelmi Hart House korábban a Történelmi Chattahoochee Bizottság székhelyeként szolgált.